# 골절
골절(骨折, 문화어: 뼈부러지기, Bone fracture)은 뼈가 부러지는 증상으로서 암이나 노화로 인한 병적 골절과 외상에 의거한 외상성 골절로 구분된다.

## 분류
해부학상 분류는 다음과 같다.
- 척추골절
- 사지골절
- 두개골골절
- 안면골골절

연부조직 손상정도에 따른 분류는 다음과 같다.

### 개방성 골절
골절이 열상과 동시에 일어나면서, 열상, 즉 찢어진 상처를 통해 골절 부위가 외부와 통해 있는 상태를 개방성 골절이라고 한다. 반대는 폐쇄성골절이다. 개방성 골절의 치료가 중요한 이유는 세균 감염의 위험성 때문이다. 뼈의 세균 감염을 골수염이라 칭하는데, 난치성이다. 따라서 폐쇄성 골절에 비해 개방성 골절은 대개 응급수술이 필요하다. 시간이 지연될수록 세균 감염의 기회가 많아지므로 빠른 세척과 항생제 사용, 응급 수술이 시행되어야 한다.

### 폐쇄성 골절
골절된 뼈가 피부를 뚫고 나오지 않아 골절 위 피부 조직이 정상적으로 존재하며, 골절이 피부 안에서 일어난 경우를 폐쇄성 골절이라고 한다. 위의 개방성 골절과는 다르게 기타 감염이 보통 일어나지 않는다. 개방성 골절보다 심각하지 않을 수 있지만, 동맥이나 신경을 건드렸을 경우에는 심각한 후유증이 발생할 수 있다.

## 같이 보기
- 구루병